# Telltale
Telltale, Inc. (торговое название Telltale Games) — американская компания, разработчик и издатель компьютерных игр. Основана в июне 2004 года Кевином Брунером, Дэниелом Коннорсом и Троем Моландером — выходцами из студии LucasArts; основной офис располагается в городе Сан-Рафел. Telltale Games получила известность благодаря приключенческим играм, основанных на популярных телесериалах и комиксах. Бизнес-модель Telltale была основана на цифровой дистрибуции и эпизодическом выпуске игр — в виде нескольких коротких частей, выпускаемых последовательно в течение года.
Ранние игры студии имели традиционный для жанра геймплей с многочисленными головоломками, которые игрок должен был решать, чтобы продвинуться дальше. Начиная с игры The Walking Dead: The Game (2012), основанной на серии комиксов «Ходячие мертвецы», студия перешла к выпуску сюжетно-ориентированных игр, в которых выбор игрока в тех или иных ситуациях определял дальнейшее развитие истории; все последующие игры компании использовали эту модель игрового процесса. В своих проектах студия использовала собственный игровой движок Telltale Tool, разработанный компанией в самом начале работы.
Несмотря на успех выпускаемых игр, быстрый рост и множество анонсированных проектов, студия переживала внутренние проблемы; многие разработчики и даже прежние руководители покинули Telltale, основав ряд собственных студий по разработке компьютерных игр. В 2017 году после очередной смены руководства Telltale сократила штат на четверть, а год спустя, в сентябре 2018 года, объявила о банкротстве и увольнении почти всех сотрудников; в штате осталось лишь 25 человек, которые завершали работу над ранее начатыми проектами. 4 октября все оставшиеся работники попали под сокращение. 11 октября компания официально прекратила своё существование. К апрелю 2019 года её остатки были ликвидированы. 28 августа 2019 года компания LCG Entertainment выкупила активы Telltale Games и объявила о восстановлении студии.

## История

### Основание компании
Telltale Games была основана группой бывших сотрудников LucasArts — Кевином Брунером, Дэном Коннорсом и Троем Моландером; ранее они работали над игрой Sam & Max Freelance Police вплоть до прекращения разработки 3 марта 2004 года. В раннем пресс-релизе главной причиной основания компании значилось именно прекращение работы над игрой. Основатели компании имели за плечами огромный опыт работы над приключенческими играми в LucasArts. Юрист Айра Роткин помог им открыть офис в городе Сан-Рафел, штат Калифорния — недалеко от Сан-Франциско, где находились офисы LucasArts — предоставил начальный капитал, помог привлечь инвестиции и заключить ряд сделок с правообладателями и компаниями, занимающимися дистрибуцией компьютерных игр.
11 февраля 2005 года компания выпустила свою первую игру — Telltale Texas Hold’em, симулятор игры в покер (техасский холдем), которая была предназначена в первую очередь для демонстрации возможностей собственного игрового движка. Затем последовали две игры, основанные на серии комиксов Джеффа Смита «Bone». Изначально была запланирована разработка большего числа эпизодов, но вскоре работа была прервана. Компания разработала CSI: 3 Dimensions of Murder для Ubisoft и, хотя игра состояла из нескольких отдельных эпизодов, была сразу же выпущена как единая игра. То же самое произошло и с последующими играми: CSI: Hard Evidence, CSI: Deadly Intent и CSI: Fatal Conspiracy.

### Рост компании
Получив дополнительные инвестиции, Telltale попыталась приобрести права у LucasArts для завершения разработки над Sam & Max Freelance Police, но получила отказ. Вскоре студия смогла получить права на создание новой игры серии у самого создателя Стива Перселла. В отличие от предыдущих разработок, Sam & Max: Season One являлась первой игрой, основанной на эпизодической системе. Серия оказалась успешной, и Telltale впоследствии создала ещё два дополнительных сезона Sam & Max.
Несмотря на отказ в лицензии на Sam & Max Freelance Police, LucasArts предоставила лицензию на создание игры серии Monkey Island — в 2009 году вышло пять эпизодов Tales of Monkey Island. В июне 2010 года Telltale объявила о получении прав от NBC Universal на разработку двух игр, основанных на кинофильмах «Назад в будущее» и «Парк юрского периода». Вышедшая в 2010 году Back to the Future: The Game обеспечила коммерческий успех компании, с годовой выручкой в $10 млн, что было на 90 % больше выручки 2009 года. Стив Эллисон, старший вице-президент по маркетингу, назвал игру «самой успешной франшизой на сегодняшний день».
В феврале 2011 года было объявлено о начале разработки компьютерных игр по мотивам комиксов «Ходячие мертвецы» и «Fables» в содружестве с Warner Bros. Entertainment, а также приключенческой серии «King's Quest» компании Sierra Entertainment. В апреле 2011 года Telltale объявила о создании игр, основанных на телевизионной серии «Закон и порядок: Лос-Анджелес».

### The Walking Dead: The Gameи эпоха расцвета
В 2012 году компания сумела добиться большого успеха с первым сезоном игры The Walking Dead: The Game. Хотя изначально это могло быть всего лишь ответвлением Left 4 Dead (трагическая история брата и сестры во время апокалипсиса), но ситуацию изменила встреча сотрудника Telltale Games с Робертом Киркманом на фестивале Comic-Con. Игра по «Ходячим мертвецам» отличалась от предыдущих игр Telltale: в то время как ранние игры студии предлагали игроку бродить по игровым локациям и решать головоломки, игра по «Ходячим мертвецам» уделяла основное внимание сюжету, отношениям персонажей и трудным выборам, которые должен был делать игрок. За этой необычной моделью стояли ключевые разработчики игры Джейк Родкин и Шон Ванаман; им удалось преодолеть сопротивление руководства компании, которая находилась в стеснённом финансовом положении из-за неудачи Jurassic Park: The Game, и создать игру на основе своего творческого видения. Тираж в один миллион копий был раскуплен в течение первых 20 дней продаж, и игра возглавила чарты в Xbox Live, PlayStation Network и Steam. К началу 2013 года компании удалось продать свыше 8,5 миллионов экземпляров игры, что принесло разработчикам порядка 40 миллионов долларов США, а к концу года речь шла уже о 21 миллионе копий; на волне беспрецедентного успеха игры Telltale объявила о разработке продолжения.
Успех The Walking Dead: The Game позволил Telltale быстро наращивать штат и приобретать новые лицензии у правообладателей — компания заключила договоры с такими компаниями, как Gearbox Software, HBO и Mojang. Быстрый рост и большие амбиции руководства отрицательно сказывались на обстановке внутри компании: если в первые годы после основания студия была небольшим, тесно спаянным коллективом, где разработчики игр обладали большой творческой свободой, после 2012 года Telltale превратилась в комбинат по выпуску игр с более чем 300 работниками. Согласно расследованию The Verge, Telltale так никогда и не приспособилась к статусу крупной компании и сохраняла менталитет, свойственный маленькой инди-студии: разработчики не пытались поддерживать единой документации, сотрудники часто менялись и могли неделями не получать уведомлений об изменениях в проекте, над которым работали. Ключевые разработчики The Walking Dead: The Game Родкин и Ванаман отказались работать над вторым сезоном игры и покинули компанию, основав в 2013 году собственную студию Campo Santo.
В 2014 году Telltale выпустила 2 новые игры: Tales from the Borderlands (25 ноября), основанная на сериях игр Borderlands, и Game of Thrones (2 декабря), основанная на одноимённом сериале по мотивам книг.
Далее Telltale Games объявила о сотрудничестве с Marvel Entertainment по совместной работе над игрой в Кинематографической вселенной Marvel.
Летом 2016 года Telltale Games выпустила игру Batman: The Telltale Series, основанную на комиксах о Бэтмене издательства DC Comics. Разработчики уделили одинаковое количество времени и Бэтмену, и Брюсу Уэйну. Также в игре появились знакомые всем фанатам Тёмного рыцаря персонажи: комиссар Гордон, дворецкий Альфред, прокурор Харви Дент, Женщина-кошка и журналистка Вики Вэйл. Всего Telltale представила пять полноценных эпизодов, продолжительность которых насчитывала от 90 до 120 минут. Успех обеспечил выход в 2017 году второго сезона Batman: The Enemy Within.

### Реструктуризация
Кевин Брунер покинул компанию в 2017 году. Бывшие работники обвинили его в создании «токсичной атмосферы в студии» и постоянном вмешательстве в дела разработчиков. Он ответил, что специально никого не унижал, а если это и было, то только потому, что приходилось работать над многими проектами одновременно и решения нужно принимать быстро.
Выпущенная игра Guardians of the Galaxy: The Telltale Series подверглась критике за полное непонимание первоисточника и отсутствие юмора. Руководство считало, что популярность «Стражей Галактики» заключалась во мрачности, жестокости и драматичности. Поэтому разработчикам пришлось полностью переделать первые два эпизода. Первоначальный сценарий был смешным, но в итоге вышел абсолютно другой сюжет. Переписывание 60—90 % материала стало обычным явлением, иногда за несколько дней до отправки на сертификацию, создавая целый ряд проблем в будущем.
Осенью 2017 года Telltale Games заявила о сокращении и уволила 90 сотрудников, составлявших около 25 % своего штата. Компания обещала, что реструктуризация не повлияет на уже анонсированные проекты. Принято решение выпустить 3 игры в 2018 году, с упором не на количество, а качество, с учётом пожеланий игроков были обещаны улучшенный сюжет и геймплей, без багов и вылетов.
Студия перешла на движок Unity для своих новых проектов, так как Telltale Tool стал морально устаревшим.

### Банкротство
21 сентября 2018 года компания объявила о банкротстве и уволила 225 человек, что составляет 90 % сотрудников. В составе студии осталось лишь 25 человек — дорабатывать Minecraft: Story Mode для Netflix. Telltale отменила все свои будущие проекты, в том числе невыпущенные эпизоды The Walking Dead: The Final Season, The Wolf Among Us 2, второй сезон Game of Thrones и ранее анонсированную игру по телесериалу «Очень странные дела».
Уволенные без предупреждения и выходного пособия сотрудники обратились в суд. Согласно федеральному закону «WARN Act» и правовым нормам Калифорнии, любая компания со штатом более 75 человек должна известить трудовой коллектив о закрытии или массовых сокращениях за 60 дней. В октябре 2018 года Telltale начала процесс своей ликвидации при помощи Sherwood Partners, Inc. Игры компании пропали из цифровых магазинов.

### Новая Telltale
28 августа 2019 года LCG Entertainment приобрела несколько ключевых активов Telltale и «перезапустила» компанию под названием Telltale Games со штаб квартирой в Малибу, Калифорния. Часть игр Telltale вернулась в каталоги цифровых магазинов: в Steam появились убранные ранее игры: The Wolf Among Us, Batman, Puzzle Agent, Hector: Badge of Carnage. 12 декабря 2019 года совместно с AdHoc Studio и WB Games было объявлено о разработке The Wolf Among Us 2.

## Игры

### Игры старой Telltale

#### Разработанные игры
| Год       | Название                                          |
| --------- | ------------------------------------------------- |
| 2005      | Telltale Texas Hold’em                            |
| 2005      | Bone: Out from Boneville                          |
| 2006      | CSI: 3 Dimensions of Murder                       |
| 2006      | Bone: The Great Cow Race                          |
| 2006-2007 | Sam & Max Save the World                          |
| 2007      | CSI: Hard Evidence                                |
| 2007-2008 | Sam & Max Beyond Time and Space                   |
| 2008      | Strong Bad’s Cool Game for Attractive People      |
| 2009      | Wallace & Gromit’s Grand Adventures               |
| 2009      | Tales of Monkey Island                            |
| 2009      | CSI: Deadly Intent                                |
| 2010-2011 | Sam & Max: The Devil’s Playhouse                  |
| 2010-2011 | Nelson Tethers: Puzzle Agent                      |
| 2010-2011 | CSI: Fatal Conspiracy                             |
| 2010-2011 | Poker Night at the Inventory                      |
| 2010-2011 | Back to the Future: The Game                      |
| 2011      | Puzzle Agent 2                                    |
| 2011      | Jurassic Park: The Game                           |
| 2011-2012 | Law & Order: Legacies                             |
| 2012-2013 | The Walking Dead: Season One                      |
| 2013      | Poker Night 2                                     |
| 2013-2014 | The Wolf Among Us                                 |
| 2013-2014 | The Walking Dead: Season Two                      |
| 2014-2015 | Tales from the Borderlands                        |
| 2014-2015 | Game of Thrones                                   |
| 2015-2016 | Minecraft: Story Mode                             |
| 2016      | The Walking Dead: Michonne                        |
| 2016      | Batman: The Telltale Series                       |
| 2016-2017 | The Walking Dead: A New Frontier                  |
| 2017      | Guardians of the Galaxy: The Telltale Series      |
| 2017      | Minecraft: Story Mode — Season Two                |
| 2017-2018 | Batman: The Enemy Within                          |
| 2017      | The Walking Dead Collection — The Telltale Series |
| 2018      | The Walking Dead: The Final Season                |
| Отменено  | Game of Thrones: Season 2                         |
| Отменено  | Stranger Things — The Telltale Series             |
| Отменено  | Безымянная игра о зомби                           |

#### Изданные игры
| Год       | Название                 | Разработчик         |
| --------- | ------------------------ | ------------------- |
| 2010-2011 | Hector: Badge of Carnage | Straandlooper       |
| 2015      | The Jackbox Party Pack   | Jackbox Games       |
| 2016      | 7 Days to Die            | The Fun Pimps       |
| 2016      | Mr. Robot                | Night School Studio |
| 2018      | RGX: Showdown            | Shortround Games    |

## Философия разработчиков
Telltale Games позиционировала себя именно как разработчик эпизодических игр. Многие критики считали её единственной компанией, создающей эпизодические игры, со ссылкой на то, что они это делают регулярно. Также разработки компании рассматривались киностудиями и некоторыми продюсерами киноиндустрии как возможность погружения в кино через игру, нежели по устоявшейся модели «сначала посмотреть фильм, затем поиграть в игру». Сама же Telltale отмечала, что тесная работа со студиями и сценаристами — это не только большой опыт, но и дань уважения оригинальному кинофильму или франшизе.
В то же время, являясь издателем, Telltale имела возможность самостоятельно издавать свои игры. Лишь однажды для игр серии «CSI», компания заручилась поддержкой разработчика-издателя Ubisoft. Также была финансовая договорённость с сервисом цифровой дистрибуции «GameTap» для первых двух сезонов «Sam & Max».
Telltale была нацелена на большинство игровых платформ и на всевозможные сервисы цифровой дистрибуции. Она реализовала игры через GameTap, Steam и аналогичные сервисы, включая свой собственный интернет-магазин, для операционных систем Windows и Mac OS X; через WiiWare для консолей Wii; через Xbox Live Arcade для Xbox 360; через PlayStation Network для PlayStation 3; через iTunes для iPhone и iPad; а также с помощью продажи дисков для всех обозначенных игровых платформ. В том числе компания выразила заинтересованность в платформах Nintendo DSi, PSP go, и, по слухам, для Wii U.

## Наследие
Деятельность студии и особенно выход первого сезона The Walking Dead в 2012 году называли возрождением жанра квестов, почти исчезнувшего после 2000 года. Подход Telltale с выпуском приключенческих игр в виде нескольких эпизодов успешно приняли на вооружение другие студии, как, например, Dontnod Entertainment с игрой Life Is Strange или Big Bad Wolf с игрой The Council.
Ряд разработчиков, покинувших Telltale в разные годы, создали собственные студии по разработке приключенческих игр, где использовали накопленный в Telltale опыт и характерные нарративные приёмы. Так, сценаристы первого сезона The Walking Dead Шон Ванаман и Джейк Родкин после ухода из Telltale основали студию Campo Santo, выпустив собравшую множество наград игру Firewatch. Адам Хайнс и Шон Кренкел, также ранее работавшие сценаристами в Telltale, основали студию Night School Studio и выпустили игру Oxenfree. После закрытия Telltale четверо её бывших сотрудников — Майкл Чон, Деннис Ленарт, Ник Герман и Пьер Шоретт — основали студию AdHoc Studio, высказав намерение сосредоточиться на создании сюжетных игр с элементами интерактивного кино.

## Восстановление студии
Несмотря на то, что Telltale уже прошло процедуру банкротства, в феврале 2019 LCG Entertaiment начала переговоры с Skybound Entertaiment по приобретению ключевых активов Telltale.

Как заявляет директор новой Telltale Джейми Оттили:
Я не мог выбросить Telltale из головы. Немного поразмыслив, решил сам попробовать купить её и начал искать средства у друзей из индустрии. Это была хорошая возможность спасти студию с отличным наследием, которое могло пропасть.Джейми Оттили
 В итоге, спустя несколько месяцев переговоров, 28 августа 2019 несколько ключевых активов студии были выкуплены и Telltale была восстановлена. LCG Entertaiment приняла бренд Telltale, как основной на рынке. 3 сентября 2019 игры Telltale начали возвращаться в Steam.
13 декабря 2019 состоялся повторный анонс отмененной из-за банкротства студии The Wolf Among Us 2. Выход был запланирован на 2024 год.